# Cantone di Santa Cruz (Costa Rica)
Il cantone di Santa Cruz è un cantone della Costa Rica facente parte della provincia di Guanacaste.

## Geografia antropica

### Suddivisioni amministrative
Il cantone  è suddiviso in 9 distretti:
- 27 de Abril
- Bolsón
- Cabo Velas
- Cartagena
- Cuajiniquil
- Diriá
- Santa Cruz
- Tamarindo
- Tempate